# Сукуне
Сукуне (яп. 宿禰) — третій за вагою титул у системі «вісьмох кабане» ранньосередньовічної Японії, якими імператорський двір наділяв представників аристократичних родів. Поширений був у періоди Асука, Нара й на початку періоду Хейан. Сукуне перекладається як «високородний» або «божественний (святий)» (на кшталт герцога середньовічної Європи).

## Характеристика
З V століття термін сукуне застосовувався для вищих жерців та деяких знатних провінційних родів. В останньому випадку виконував роль додатку до імені. Втім лише після проведення реформи імператором Темму у 684 році сукуне отримав статус титулу в системі кабане. Він увійшов до трійці найвищих титулів. Надавався аристократам, фактично замінив колишні високітитули омі і мурадзі, які тепер «опустилися» нижчі в системі титулатури.
Сукуне отримували представники провінційної знаті, що немали родинних зв'язків з імператорським домо, також знатні представники з Кореї та Китаю,що походили з тамтешніх правлячих династій. Протягом періодів Асука і Нара залишався вельми вагомим титулом. Втім вже напочатку добу Хейан в значній мірі втратив значущість, перетворившись на почесний додаток до прізвища. На 815 рік титул сукуне мало 98 родів.